# Bodziszek leśny
Bodziszek leśny (Geranium sylvaticum L.) – gatunek rośliny należący do rodziny bodziszkowatych. Pochodzi z Azji i Europy. W Polsce występuje na większości terytorium, choć niezbyt licznie, a w niektórych rejonach nie jest spotykany w ogóle.

## Morfologia
ŁodygaWzniesiona, prosta, rozgałęziająca się, o wysokości 30-60 (90) cm. W górnej części jest odstająco owłosiona.
LiścieDolne są 7-dzielne, o rombowych, nacinanych i pojedynczo piłkowanych odcinkach.
KwiatyNa szypułkach stale wyprostowanych. Z każdej szypułki wyrasta 2 lub więcej kwiatów. Są to kwiaty promieniste, 5-krotne, o purpurowofioletowych płatkach 1,5÷2 razy dłuższych od działek kielicha. Płatki są dołem owłosione. Nitki pręcików mają lancetowatą, stopniowo zwężającą się nasadę.
OwocRozłupnia zawierająca gładkie rozłupki. Ości rozłupek podczas dojrzewania łukowato odginają się.

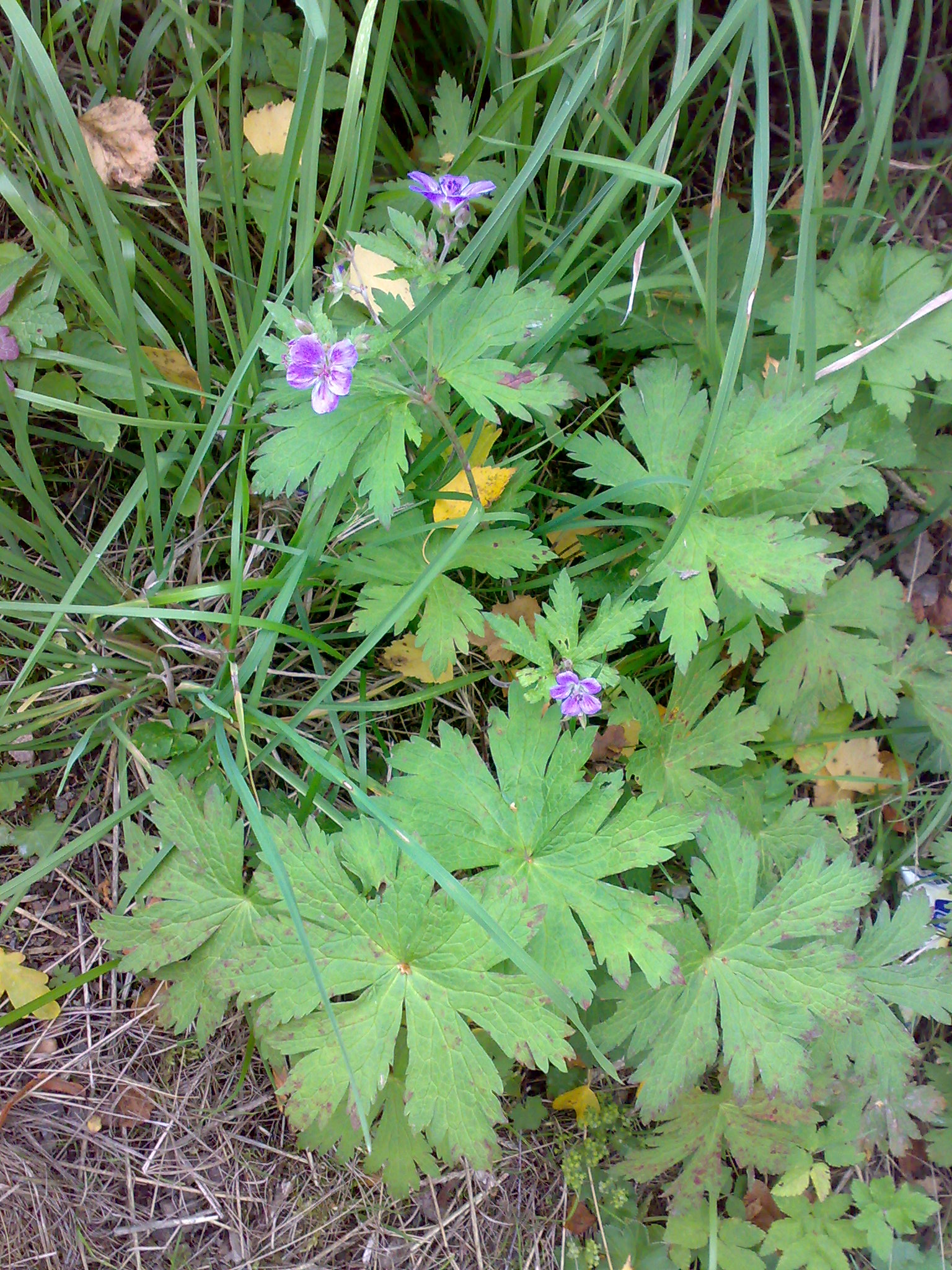
Pokrój
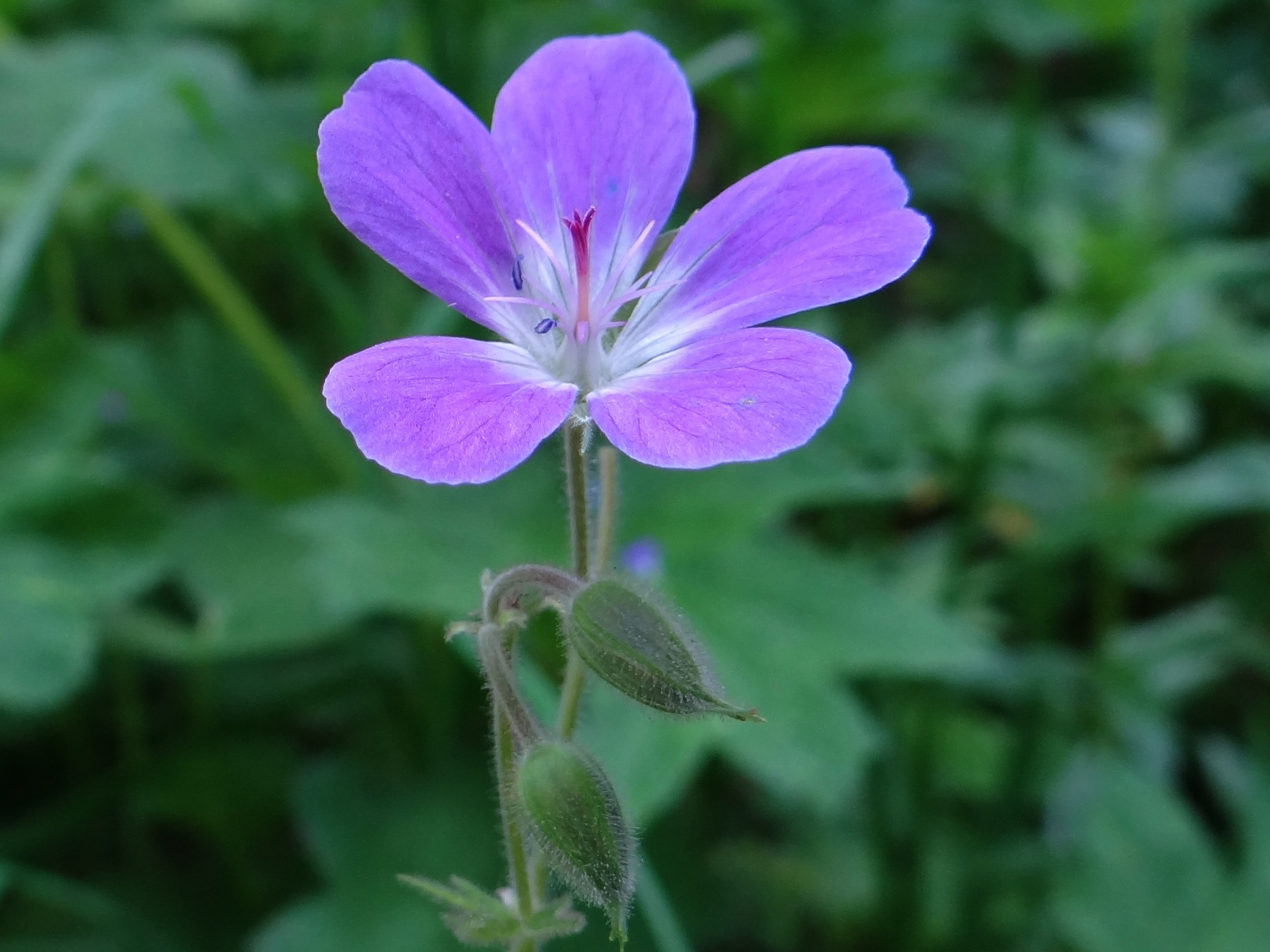
Kwiat
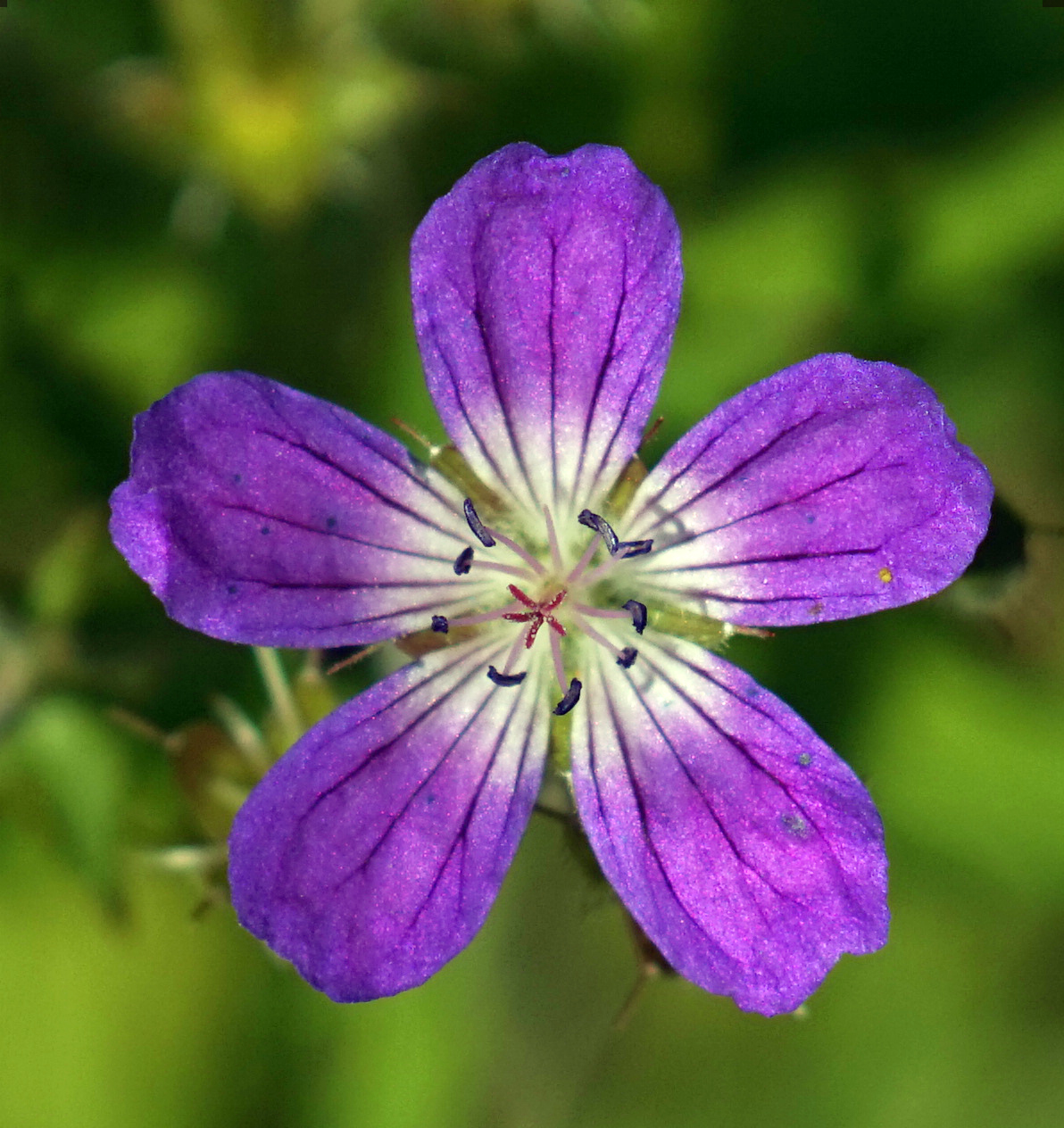
Kwiat

## Biologia i ekologia
Bylina. Kwitnie od czerwca do sierpnia. Siedlisko: lasy liściaste, zarośla, łąki; hemikryptofit. W Karpatach występuje aż po piętro alpejskie. W klasyfikacji zbiorowisk roślinnych gatunek charakterystyczny dla klasy (Cl.) Betulo-Adenostyletea. Liczba chromosomów 2n=28.
Siedlisko: ziołorośla, pastwiska górskie, lasy liściaste i mieszane, łęgi.

## Zagrożenia i ochrona
Gatunek umieszczony na polskiej czerwonej liście w kategorii NT (bliski zagrożenia).